# Chełmża (comune rurale)
Chełmża è un comune rurale polacco del distretto di Toruń, nel voivodato della Cuiavia-Pomerania.
Ricopre una superficie di 178,72 km² e nel 2004 contava 9 410 abitanti.
Il capoluogo è Chełmża, che non fa parte del territorio ma costituisce un comune a sé.